# Amber Smith
Amber Smith (Tampa, Florida; 2 de marzo de 1971) es una actriz y modelo estadounidense.

## Biografía
Amber Smith es hija del exjugador de fútbol americano profesional Russ Smith y de Carol Smith.

## Carrera profesional

### Carrera en el modelaje
Smith comenzó a modelar a los 16 años. En su adolescencia viajó a París, Francia, trabajando como modelo en toda Europa durante cuatro años. Su llegada a la fama se produjo cuando tiñó su cabello rubio natural de rojo, dándole un gran parecido con la estrella de cine de los años 40 y 50 Rita Hayworth.

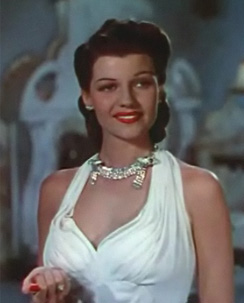
Rita Hayworth, comparación de Amber en Francia

Smith apareció en ediciones seguidas de la revista Sports Illustrated Swimsuit Issue, en 1993 y 1994, y se convirtió en la primera "Chica Vargas" de la revista Esquire en la década de 1990. También se convirtió en la primera modelo de la campaña de Wonderbra. Más tarde, posó para el fotógrafo Helmut Newton para una campaña publicitaria de Wolford, y fue modelo para la campaña de ropa interior de 2002 de Venus Victoria, la compañía europea hermana de Victoria's Secret.
Smith ha aparecido en las portadas de revistas de moda y femeninas como Vogue, Elle, Cosmopolitan y Marie Claire, entre otras, y fue portada de Playboy en marzo de 1995. Ha aparecido también en publicidades de maquillaje L'Oréal, Buffalo Jeans, cigarrillos Camel, licores Kahlúa, automóviles Volkswagen y Panamá Jack, entre otros, y ha caminado por la pasarela para diseñadores de moda como Chanel y Jean Paul Gaultier.

### Carrera en la actuación
Smith fue elegida para su primer papel en Faithful, de Paul Mazursky, recomendada por Robert De Niro tras su audición para la película Casino.
También apareció en El funeral, dirigida por Abel Ferrara, y The Mirror Has Two Faces, dirigida, producida y protagonizada por Barbra Streisand. Luego interpretó a Susan Lefferts, una actriz imitación de Rita Hayworth, en L.A. Confidential, de Curtis Hanson. El parecido de Smith con Hayworth le sirvió una vez más para aparecer en la película para televisión de HBO The Rat Pack, de 1998. Al año siguiente trabajó en American Beauty, de Sam Mendes. Su papel más importante hasta la fecha ha sido como la protagonista de la serie de Cinemax Sin City Diaries, estrenada en 2007. En la serie, que tuvo una única temporada, interpreta el papel de Angelica, una consultora de espectáculos de Las Vegas que planifica eventos para los invitados importantes de los casinos.

### Realities de televisión
Smith apareció como miembro del reparto de la segunda temporada de la serie de VH1 Celebrity Rehab, donde describe sus 16 años de lucha contra los opiáceos y la adicción al alcohol. Posteriormente apareció en Sober House, de 2009, un spin-off de Celebrity Rehab centrado en casas de rehabilitación para adictos al alcohol. También en 2009 apareció en otra serie de VH1, Sex Rehab with Dr. Drew. Durante estas apariciones, relató su historial de adicciones, que comenzó en su adolescencia, así como el de su madre, y cómo aspectos como el abuso sexual y la prostitución jugaron un papel importante en su consumo de alcohol y drogas.
En ese mismo año, Smith y otros exparticipantes de Celebrity Rehab aparecieron como panelistas para hablar frente a un grupo de adictos en el Pasadena Recovery Center. Su aparición ante dicho grupo, que marcaba un año y medio de sobriedad para ella, fue transmitido en el episodio de la tercera temporada "Triggers".

## Vida personal
En un artículo de TV Guide de enero de 2010 sobre Celebrity Rehab, el Dr. Drew Pinsky indicó que ella estaba viviendo con su madre en Los Ángeles, y además afirmó: "Está haciendo un trabajo estupendo... Es alguien que llega a la gente y es una fuente de inspiración y de servicio para los demás pacientes".

### Problemas legales
En enero de 2008, el nombre de Smith surgió en relación con la quiebra de la empresa de entretenimiento Axium. Una demanda alegaba que socios de la empresa habían malversado fondos para el alquiler de un apartamento en Los Ángeles para Smith, además de pagarle un automóvil y emitir "grandes sumas de dinero" a su nombre, lo que fue explicado por su participación como "asesora" de la compañía.

## Filmografía
| Cine       | Cine                           | Cine                      | Cine                                                         |
| Año        | Título                         | Papel                     | Notas                                                        |
| ---------- | ------------------------------ | ------------------------- | ------------------------------------------------------------ |
| 1996       | Faithful                       | Debbie                    |                                                              |
| 1996       | El funeral                     | Bridgette                 |                                                              |
| 1996       | The Mirror Has Two Faces       | Felicia en video          |                                                              |
| 1997       | Laws of Deception              | Elise Talbot              |                                                              |
| 1997       | Lowball                        | Paula                     |                                                              |
| 1997       | Sleeping Together              | Cathy                     |                                                              |
| 1997       | Red Shoe Diaries 7: Burning Up | Alia                      | Segmento: "Runway"                                           |
| 1997       | Private Parts                  | Julie                     |                                                              |
| 1997       | L.A. Confidential              | Susan Lefferts            |                                                              |
| 1997       | Def Jam's How to Be a Player   | Amber                     |                                                              |
| 1998       | Mars                           | Sheila                    |                                                              |
| 1999       | American Beauty                | Christy Kane              |                                                              |
| 2000       | Deception                      | Vanessa Rio               |                                                              |
| 2000       | The Midnight Hour              | Alex                      | Títulos alternativos: In the Midnight Hour y Tell Me No Lies |
| 2000       | Dirk and Betty                 | Chica hermosa en el cañón |                                                              |
| 2001       | Reasonable Doubt               | Charlie                   | Títulos alternativos: Crime Scene y The Baptist              |
| 2001       | Tomcats                        | Pelirroja hermosa         |                                                              |
| 2001       | How High                       | Profesora Garr            |                                                              |
| 2002       | New Suit                       | Jennifer                  |                                                              |
| 2003       | Dead End                       | Dama de blanco            |                                                              |
| Televisión |                                |                           |                                                              |
| Año        | Título                         | Papel                     | Notas                                                        |
| 1992       | Inferno                        |                           | Película para televisión                                     |
| 1993–1995  | Red Shoe Diaries               | Modelo                    | 2 episodios                                                  |
| 1997       | Head over Heels                | Rachel                    | 1 episodio                                                   |
| 1997       | Friends                        | Maria                     | Episodio: "The One with the Ballroom Dancing"                |
| 1998       | The Rat Pack                   | Chica en el casino        | Película para televisión                                     |
| 1998       | V.I.P.                         | Davina                    | Episodio: "Beats Working at a Hot Dog Stand"                 |
| 1998       | Pacific Blue                   | Diane Verne               | 1 episodio                                                   |
| 1999       | Silk Stalkings                 | Virginia                  | 2 episodios                                                  |
| 2007       | Sin City Diaries               | Angelica                  | 13 episodios                                                 |
| 2010       | Lingerie                       | Giovanna                  | 13 episodios                                                 |